# Daniel Funeriu
Daniel Funeriu (nume complet Daniel-Petru Funeriu; n. 11 aprilie 1971, Arad, România) este un chimist și politician român, ministru al învățământului în guvernul Emil Boc II, din 2009 până în februarie 2012.

## Viața
Daniel Funeriu s-a născut pe data de 11 aprilie 1971 la Arad, părinții săi
fiind profesori în Birchiș. Tatăl său este filologul Ionel Funeriu, iar mama sa, Maria Funeriu, este de asemenea profesoară de limba și literatura română. Bunicii materni ai lui Daniel P. Funeriu sunt originari din Podu Turcului, județul Bacău, iar bunicii paterni sunt țărani gospodari din Pâncota, județul Arad. Bunicul patern a luptat la Stalingrad, unde a fost rănit.
În 1976 își pierde mama și locuiește, până în 1978, cu bunicul său la Săvârșin, unde începe școala în proximitatea Castelului Regal din Săvârșin, fiind coleg de clasă cu Cristian Herbei, unul din eroii Revoluției din 1989, ucis la Otopeni. În clasa a II-a se mută în Timișoara la clasa specială de gimnastică a Școlii Generale nr. 18, unde, într-o clasă paralelă, învăța Igor Bergler.
În 1988, în clasa a XI-a, obține medalia de argint la Balcaniada de chimie de la Sofia. În vara lui 1988, profitând de o excursie în Franța, nu se mai întoarce în România comunistă și se stabilește la Strasbourg, unde este admis la Lycée International des Pontonniers. Fiind minor și fără părinți sau resurse, este sprijinit, la început, de sistemul de protecție socială. La câteva luni după ce ajunge în Franța, câștigă premiul II al Olimpiadei de Chimie a Franței. Grație premiului de la olimpiadă, la recomandarea profesorului Jean-Marie Lehn, proaspăt laureat Nobel (1987), primește o bursă de studii din partea unei bănci locale, care-i permite, împreună cu premiul financiar de la olimpiadă și diferitelor locuri de muncă temporare (barman, chelner, meditații și laborant), să-și continue studiile după bacalaureatul obținut în vara lui 1989. Urmează filiera de elită Classes Préparatoires aux Grandes Ecoles a liceului Kléber din Strasbourg, iar în 1991 intră la European Higher Institute of Chemistry of Strasbourg și devine, în 1992, laborant în laboratorul profesorului Lehn, unde dezvoltă primul său proiect de cercetare. După diploma de inginer chimist obținută în 1994 și o scurtă perioadă la Merck and co (SUA), în 1995 încheie studiile ca șef de promoție. Obține „Diplôme d’Études Approfondies” în chimie organică și supramoleculară la Université de Strasbourg și începe doctoratul în laboratorul profesorului Jean Marie Lehn.
Între 1999 și 2006 a activat ca cercetător științific la The Scripps Research Institute, La Jolla, California și la AIST, Amagasaki, Japonia. În anul 2006 a obținut un grant de cercetare oferit de Uniunea Europeană (UE), de 2 milioane de euro (Marie Curie Excellence Grant, cel mai competitiv proiect UE, cea mai mare finanțare acordată de UE pentru un proiect individual). Tot în 2006, a fondat o echipă de cercetare în cadrul Universității Tehnice München.
După revenirea în țară nu și-a echivalat diplomele obținute în străinătate, iar unele grupuri mass-media au creat un scandal de presă sugerând că studiile din străinătate nu au valabilitate în România.

### Viața privată
Daniel P. Funeriu este căsătorit cu Sandra Funeriu, cetățean francez, pe care a întâlnit-o la o serată în Strasbourg în 1994 și are doi copii.

## Cariera politică
În 2007 a candidat din partea PLD la alegerile europarlamentare pe poziția a patra, prima poziție neeligibilă, iar din 2008 a devenit europarlamentar. În 2009, după fuziunea PDL cu PLD, a candidat din nou, dar fiind plasat de partid pe poziția a 14-a, nu a mai obținut un nou mandat. 
La data de 23 decembrie 2009, cu ocazia formării guvernului Boc, a fost numit ministrul educației, cercetării, tineretului și sportului.

### Candidatura la alegerile prezidențiale din 2025
Daniel Funeriu va candida ca independent la alegerile prezidențiale din anul 2025.

#### Viziuni privind relația României cu Republica Moldova
În contextul candidaturii sale la alegerile prezidențiale din 2025, Daniel Funeriu a declarat că, în calitate de viitor președinte al României, dorește ca, în ceea ce privește relația României cu Republica Moldova, să implementeze un „unionism al politicilor”, „care să traducă unitatea de limbă, cultură și istorie dintre noi în politici comune într-un număr crescător de domenii: de la educație și cultură, până la dezvoltare regională și energie, trecând prin infrastructură și stimularea antreprenoriatului.” Funeriu propune, după modelul Uniunii Olandeze, create în anul 1980, formarea unei Uniunii a Limbii Române între România și Republica Moldova, „cu scopul coordonării politicilor regulatorii în domeniul lingvistic și de promovare, printr-un Institut Unic al Limbii Române, înființarea de catedre de limba română în mari universități din întreaga lume.” Institutul Cultural Român ar trebui redenumit Institutul Culturii Române și transformat într-un instrument comun al României și Republicii Moldova pentru promovarea culturii române. România trebuie să se profileze, în cadrul UE și NATO, ca expertul prin excelență în toate chestiunile legate de Republica Moldova. Statul român trebuie să finalizeze modernizarea punctelor de trecere a frontierei cu Republica Moldova, pentru a elimina cozile de la graniță. De asemenea, România ar trebui să treacă de la politica de ajutorare a Republicii Moldova la o politică de „dezvoltare comună” a celor două țări, consideră Funeriu.